# Mi vida loca (film)
Mi vida loca è un film del 1994 diretto da Allison Anders, noto in Italia per il cameo in cui è comparsa l'attrice Salma Hayek.
Fu presentato alla Quinzaine des Réalisateurs del 46º Festival di Cannes.

## Trama
Il film è ambientato nei quartieri ispanico-americani di Los Angeles. Mousie e Sad Girl sono amiche d'infanzia. Quando Ernesto, uno spacciatore di droga fidanzato con Mousie, mette incinta Sad Girl, le due diventano nemiche.